# پل بترسی
پل بَتِرسی (انگلیسی: Battersea Bridge) یک پل قوسی با شاه‌تیرهای چدنی و پایه‌های گرانیتی است که بر رود تیمز در لندن بنا شده است و بترسی در جنوب رود را به چلسی در شمال پیوند می‌دهد.